# الکساندر گودونوف
الکساندر گودونوف (Александр Борисович Годунов؛ ۲۸ نوامبر ۱۹۴۹ – ۱۸ مهٔ ۱۹۹۵) یک هنرپیشه اهل ایالات متحده آمریکا بود.
از فیلم‌ها یا برنامه‌های تلویزیونی که وی در آن نقش داشته است می‌توان به جان سخت و گودال پول اشاره کرد.